# Franz Oppenhoff

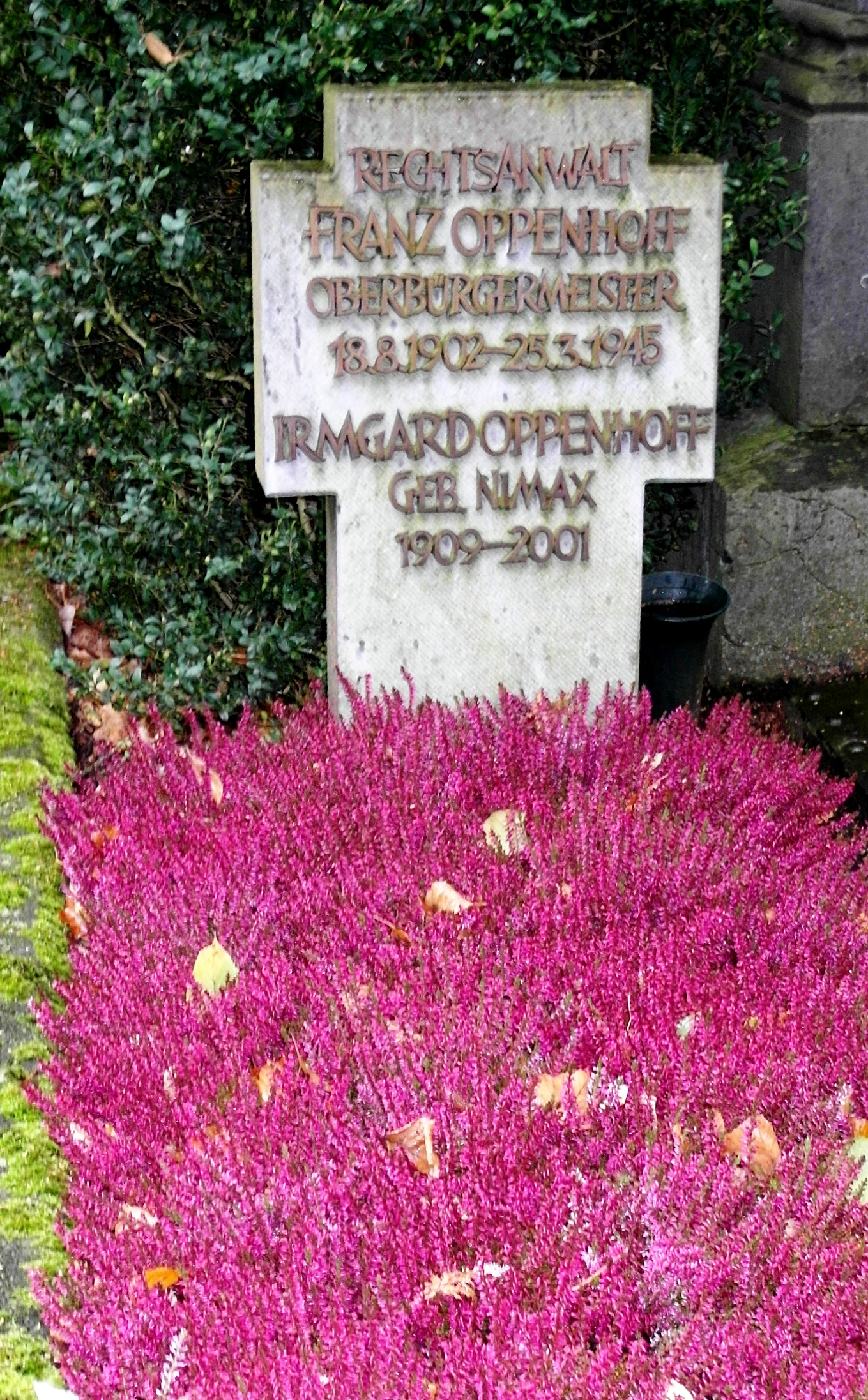
Franz Oppenhoffs och hans hustrus grav på Ostfriedhof i Aachen.

Franz Oppenhoff, född 18 augusti 1902 i Aachen, död där 25 mars 1945, var en tysk jurist och politiker. Han var Aachens överborgmästare från den 31 oktober 1944 till sin död.

## Biografi
Oppenhoff studerade rättsvetenskap vid Kölns universitet. Han var expert på nazistisk lagstiftning och hade bland annat haft fall där han försvarat judiska företag. Då han insåg att Gestapo hade ögonen på honom, flydde han i september 1944 med sin familj till Eupen i östra Belgien. Efter slaget vid Aachen ockuperades staden av de allierade, som utnämnde Oppenhoff till överborgmästare. 

### Operation Karneval
Oppenhoffs utnämning kom inom kort till SS:s och Heinrich Himmlers kännedom. Himmler beordrade Hans-Adolf Prützmann, chef för Werwolf-brigaden, att avrätta Oppenhoff. Prützmann uppdrog, i sin tur, åt Karl Gutenberger, Högre SS- och polischef i området, att organisera en attentatsgrupp ur "Werwolf" för att utföra attentatet, som fick kodnamnet "Karneval". En kommandogrupp bestående av Untersturmführer Herbert Wenzel, Ilse Hirsch, Hauptgruppenführerin i Bund Deutscher Mädel, och Unterscharführer Josef Leitgeb hoppade i fallskärm bakom fiendens linjer och anlände till Aachen den 25 mars 1945. SS-männen Karl Heinz Henneman och Georg Heidorn, som hade varit gränsvakter i Aachen-området, vägledde attentatsmännen. De sökte upp Oppenhoff, som sköts ihjäl av Leitgeb.